# Massachuset (indijansko selo)
Massachuset, prema kapetanu Johnu Smithu jedno od sela istoimenog plemena iz 1614. godine, i vjerojatno glavno naselje plemena, koje je tada držalo svoj teritorij oko zaljeva Massachusetts, Massachusetts. Godine 1617. taj dio obale koji se protezao prema sjeveru u Maine bio je poharan kugom, tako da je pleme bilo gotovo izumrlo prije dolaska puritanaca 1620.